# Bulbophyllum tricanaliferum
Bulbophyllum tricanaliferum là một loài phong lan thuộc chi Bulbophyllum.